# Петък
Петък е петият ден от седмицата.Денят след четвъртък и преди събота.
- Исус Христос е бил разпнат на кръста в петък (Разпети петък).
- В исляма, петък е ден за публични молитви в джамиите.
- Еврейският шабат започва в петък след залез слънце и свършва в събота по същото време.
- В римската империя „петък“ е посветен на богинята Венера – „Veneris dies“.

## В литературата
- Петкан (англ. Friday) се казва спътникът на Робинзон Крузо от едноименния роман на Даниел Дефо
- Научнофантастичният роман „Петък“ на Робърт Хайнлайн

## В музиката
- Песента „Петък“ от албума „Август“ на групата Точка бг

## В работата
- Петък е ден на майстора